# جان وسلی هاردین
جان وسلی هاردین (انگلیسی: John Wesley Hardin; ۲۶ مهٔ ۱۸۵۳ – ۱۹ اوت ۱۸۹۵) یاغی و هفت‌تیرکش اهل ایالات متحده آمریکا بود که از شمایل‌های غرب وحشی به‌شمار می‌رود.